# Мирненское сельское поселение (Томская область)
Ми́рненское се́льское поселе́ние — муниципальное образование (сельское поселение) в Томском районе Томской области, Россия. В состав поселения входят 6 населённых пунктов. Центр — посёлок Мирный. Население — 3245 человек (по данным на 1 августа 2012 года).

## История
В 1920 году на территории Спасской волости Томского уезда Томской губернии был образован Протопоповский сельский Совет рабочих, крестьянских и солдатских депутатов. Своё названия он получил ввиду того, что центр Совета разместился в селе Большое Протопопово.
В период с 1924 по 1944 годы сельсовет прошёл через ряд административных преобразований. Так, в 1925 году он вошёл в состав Томского района Сибирского края, с 20 июня 1930 года — в состав Томского района Томского округа Западно-Сибирского края, с 30 июля того же года — в состав Томского района Западно-Сибирского края. В 1937 году эти земли, вместе с большей частью нынешней территории Томской области, вошли в состав Новосибирской области. 13 августа 1944 года сельсовет стал составной частью новообразованной Томской области.
С момента образования, как было упомянуто выше, центр сельсовета находился в селе Большое Протопопово. 29 декабря 1976 года, согласно решению Томского облисполкома, центр поселения был перенесён в посёлок Мирный. Соответственно, Протопоповский сельский совет был переименован в Мирненский.
В постсоветский период, начиная с 1993 и по 2001 год, Мирненский сельский Совет последовательно преобразовывался в: Мирненскую сельскую администрацию, администрацию Мирненского сельского округа, и, наконец, Администрацию Мирненского сельского округа Муниципального образования «Томский район».

## Население
| 2002  | 2008  | 2009  | 2010  | 2011  | 2012  | 2013  | 2014  | 2015  |
| ----- | ----- | ----- | ----- | ----- | ----- | ----- | ----- | ----- |
| 1730  | ↗2682 | ↘2675 | ↗3151 | ↗3160 | ↗3243 | ↗3325 | ↗3409 | ↗3435 |
| 2016  | 2017  | 2018  | 2019  | 2020  | 2021  |       |       |       |
| ↗3496 | ↗3526 | ↗3554 | ↗3567 | ↗3631 | ↗3744 |       |       |       |

## Населённые пункты и власть
| Населённый пункт       | Население (01.08.2012) |
| ---------------------- | ---------------------- |
| пос. Мирный            | 1314                   |
| пос. Аэропорт          | 1159                   |
| д. Большое Протопопово | 490                    |
| д. Малое Протопопово   | 53                     |
| д. Плотниково          | 128                    |
| пос. Трубачево         | 99                     |

Глава поселения — Журавлёв Александр Васильевич. Глава Совета — Гурьянова Ирина Алексеевна.

## Экономика
На территории поселения работают 4 предприятия с численностью работников более 100 человек: ООО «Авиакомпания «Томск Авиа», ООО «Аэропорт ТОМСК», Томский Центр ОВД филиала «Аэронавигация Западной Сибири» Федерального государственного унитарного предприятия «Государственная корпорация по организации воздушного движения в РФ», а также ООО «Племзавод «Заварзино».
- ООО «Авиакомпания «Томск Авиа» — дочернее предприятие ОАО «Томск Авиа». Предприятие располагает собственным парком самолётов Ан-24, Ан-26 и Ми-8, с помощью которых осуществляет пассажирские и грузовые авиаперевозки[16].

- ООО «Аэропорт ТОМСК» — обеспечивает безопасность полётов через аэропорт, обслуживание авиаперевозов, оказывает гостиничные, медицинские и ряд других услуг, так или иначе связанных с деятельностью аэропорта[16].

- Томский Центр ОВД филиала «Аэронавигация Западной Сибири» Федерального государственного унитарного предприятия «Государственная корпорация по организации воздушного движения в РФ» обеспечивает аэронавигационое обслуживание аэропорта[16].

- ООО «Племзавод «Заварзинский» — животноводческое хозяйство (одно из крупнейших в области), занимается племенной специализацией, производством говядины и молока[16].

Также на территории Мирненского сельского поселения работают ряд других, малых, предприятий, связанных как с сельским хозяйством, так и с обслуживанием аэропорта, а также работающие в других сферах экономики.

### Аэропорт
Несмотря на название и нахождение рядом с одноимённым селом — центром Богашёвского сельского поселения, аэропорт Богашёво находится на территории именно Мирненского сельского поселения. Доходы от эксплуатации аэропорта составляют значительную долю в бюджете поселения. Неподалёку от аэропорта расположен один из населённых пунктов Мирненского поселения — посёлок Аэропорт.

## Образование
На территории поселения есть одна средняя школа, расположенная в посёлке Мирный. Также есть два детских сада. В школе обучаются дети из всех населённых пунктов Мирненского сельского поселения, кроме посёлка Аэропорт. Школьники из данного посёлка обучаются в школе села Богашёво, ввиду того, что последний расположен ближе, чем центр поселения — Мирный.
Также в посёлке Мирном есть музыкальная школа.

## Здравоохранение
В посёлке Мирном расположены 2 фельдшерско-акушерных пункта, также есть две аптеки.

## Культура
Наряду с домом культуры «Мирный», функционирует «Культурно-спортивный центр „Радость“», на базе которого ежегодно проводится более ста спортивных и культурных мероприятий. Также действует отряд юных социальных работников «Надежда», занимающийся благоустройством поселения.